# Bresegard bei Eldena
Bresegard bei Eldena, en baix alemany és un municipi a l'estat alemany de Mecklemburg-Pomerània Occidental a l'amt o la mancomunitat de Ludwigslust-Land.
A la fi del 2013 comptava amb 202 inhabitants. a una superfície de 10,92 quilòmetres quadrats. El 1230 es menciona per a la primera vegada com a Brezegore al registre del delme del bisbat de Ratzeburg. El nom significa molt probablement «mont de bedolls». El 1973 va fusionar amb el municipi d'Eldena. L'1 de maig del 1990 va recobrar la seva independència.

## Llocs d'interés
Hi ha unes cases fet de limonita local que són monuments llistats.